# Wings (revista pulp)
Wings fue una revista pulp estadounidense que fundó Fiction House a fines de 1927 tras Air Stories. Centrada en historias de ficción aeronáutica, se publicó con periodicidad variable desde 1928 hasta 1953 con un total de 133 números.
Entre sus editores tuvo a J. B. Kelly, Malcolm Reiss, Wallace T. Foote, Linton Davies, Paul L. Payne y R. D. Kuehnle, mientras que su contenido se vio influenciado por la guerra, capitalizando la imagen heroica de los aliados puestos en batalla.